# HMS Coventry (D43)
«Ковентрі» (D43) (англ. HMS Coventry (D43) — військовий корабель, легкий крейсер типу «C» підкласу «Церера» Королівського військово-морського флоту Великої Британії за часів Другої світової війни.

## Історія створення
«Ковентрі» був закладений 4 серпня 1916 на верфі компанії Swan Hunter, Волсенд. 21 лютого 1918 увійшов до складу Королівських ВМС Великої Британії.